# Mostra de Venise 1968

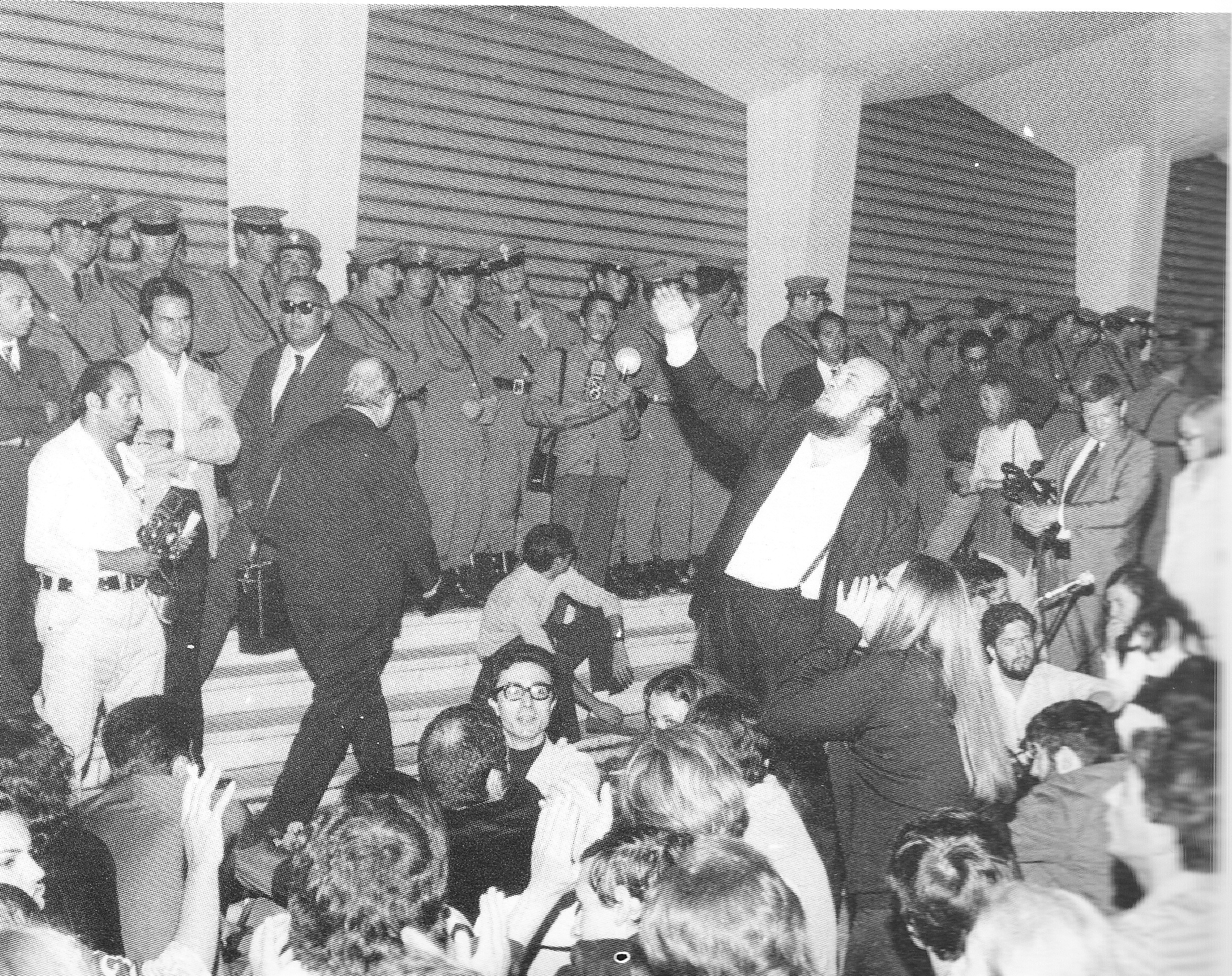
Photographie prise lors d’une manifestation devant la cérémonie de la Mostra de Venise 1968

La Mostra de Venise 1968 s'est déroulée du 25 août au 7 septembre 1968.

## Jury
- Guido Piovene (président, Italie), Jacques Doniol-Valcroze (France), Akira Iwasaki (Japon), Roger Manvell (Grande-Bretagne), István Nemeskürty (Hongrie), Vicente Antonio Pineda (Espagne), Edgar Reitz (RFA).

## Palmarès
- Lion d'or du meilleur film : Les Artistes sous les chapiteaux : Perplexes (Die Artisten in der Zirkuskuppel: Ratlos) d'Alexander Kluge
- Coupe Volpi de la meilleure interprétation masculine : John Marley pour Faces de John Cassavetes
- Coupe Volpi de la meilleure interprétation féminine : Laura Betti pour Théorème (Teorema) de Pier Paolo Pasolini
- Grand Prix du jury : Notre-Dame des Turcs (Nostra Signora dei Turchi) de Carmelo Bene
- Prix spécial du jury : Le Socrate de Robert Lapoujade